# Atletica leggera ai Giochi della I Olimpiade - Maratona
La gara della maratona dei giochi della I Olimpiade si tenne il 10 aprile 1896 ad Atene, in occasione dei primi Giochi olimpici dell'era moderna.

## La prima maratona dell'era moderna
La gara della maratona aveva per i greci un grandissimo valore: lo dimostra il fatto che tredici dei diciassette partecipanti all'evento erano ellenici. L'origine di questa disciplina risale alla leggenda di Filippide (o Fidippide), un ateniese che, secondo Erodoto, corse tutta la distanza da Maratona ad Atene (o Sparta secondo alcune fonti), per annunciare la vittoria ateniese sui persiani nell'omonima battaglia del 490 a.C.. Al termine della sua fatica morì stremato, subito dopo aver pronunciato la parola greca "Νενικήκαμεν" ("abbiamo vinto").
Il moderno concetto di maratona come sport nacque con Michel Bréal, linguista e amico di Pierre de Coubertin, fautore delle Olimpiadi moderne; Bréal, che era un noto studioso dell'antica Grecia, aveva intenzione di commemorare il soldato ellenico. La lunghezza della competizione era di 40 km; la lunghezza ufficiale della maratona moderna, 42,195 km, fu stabilita solo nel 1921.
Il 10 marzo 1896 in Grecia si tennero i primi moderni Giochi panellenici. Uno dei principali obiettivi della manifestazione era di aiutare gli atleti che avrebbero partecipato ai Giochi della I Olimpiade lo stesso anno. La maggior parte dei partecipanti erano giovani soldati che erano stati selezionati dai loro comandanti per le loro doti atletiche; Charilaos Vasilakos, che aveva già un'ottima reputazione come corridore di lunghe distanze, vinse la maratona in tre ore e diciotto minuti. Dunque Vasilakos era il favorito per la manifestazione.
Un altro greco fu protagonista della maratona delle Olimpiadi del 1896, un pastore greco, Spyridōn Louīs, probabilmente convinto a partecipare alla gara dal colonnello Papadiamantopoulos che era organizzatore della manifestazione, sotto il quale aveva servito, mentre effettuava il servizio militare nel 1893-1895. Louīs aveva partecipato ad una seconda gara, successiva a quella vinta da Vasilakos, durante i giochi panellenici; chi avrebbe migliorato il tempo del vincitore della prima maratona avrebbe potuto partecipare all'Olimpiade di Atene. Ioannis Lavrentis vinse in 3h11'27" ma anche Spiridon scese sotto il tempo limite, arrivando quinto, per cui rientrò nel gruppo dei greci prescelto per la maratona olimpica.

## La gara

Mappa del percorso della maratona.

Si iscrissero 25 atleti alla maratona, ma solo 17 si presentarono alla partenza, provenienti da cinque paesi: oltre ai 13 greci parteciparono infatti l'australiano Edwin Flack (già vincitore delle gare sugli 800 e sui 1500 metri), il francese Albin Lermusiaux (terzo sui 1500 metri), lo statunitense Arthur Blake (secondo sui 1500 metri) e l'ungherese Gyula Kellner (unico tra i partecipanti stranieri ad aver già corso su una tale distanza).
Alle ore 14, il colonnello Papadiamantopoulos, membro del comitato per la preparazione degli atleti greci, diede il via alla gara; subito dopo lo sparo, i quattro stranieri partecipanti si misero al comando della corsa. Il loro ritmo era molto sostenuto e i greci facevano fatica a tenere il passo. In testa andò prima il francese Albin Lermusiaux, specialista del mezzofondo, bronzo olimpico nei 1500 metri, seguito dall'australiano Edwin Flack, campione olimpico nella stessa gara.
Dopo il 23º km cominciava una salita. Qui avvenne la maggior parte dei ritiri (alla fine saranno sette). Al 25º km Lermusiaux era ancora in testa, mentre Blake e quattro greci si erano già ritirati. Al 32º km Lermusiaux, dopo aver tentato inutilmente di riprendersi con l'alcool, fu costretto anch'esso al ritiro. Andò così in testa Flack, che condusse solitario in testa per circa 2 km. Dopo i primi 30 km infatti, gli atleti di testa cominciarono a pagare effettivamente lo sforzo eccessivo. La gara era nuova e la lunghezza poco sperimentata (lo stesso Flack non aveva mai percorso una distanza superiore alle 10 miglia) per cui parecchi fondisti pagarono lo scotto dell'inesperienza, a differenza degli atleti greci che già avevano sperimentato la maratona alle eliminatorie per la selezione della compagine greca.
Intanto, a partire dall'inizio della salita al 23º km, un atleta greco, Spyridōn Louīs, stava risalendo dalla sesta posizione che occupava al 21º km, approfittando della situazione di stanchezza degli avversari.
Dopo 34 km, nei pressi di Ambelokipi, Louīs riuscì a raggiungere l'australiano Flack, che si trovava in testa. Al 37º km, ovvero a meno di 5 km dal traguardo, Louīs accelerò per staccare l'avversario. Flack, che aveva ormai finito le energie, barcollò, e, delirante, colpì con un pugno uno spettatore greco che tentava di soccorrerlo. Anche l'australiano fu dunque costretto al ritiro; si riprese solo più tardi con uova e brandy.
Allo stadio Panathinaiko intanto l'atmosfera era tesa perché un ciclista era arrivato con la notizia che ci fosse ancora Flack al comando. Quando giunse un altro messaggero con la notizia che Spiridon aveva appena preso la testa della gara, la folla se ne rallegrò con grande entusiasmo, cominciando a urlare "Hellene, Hellene!" ("un greco, un greco!") e, quando Louīs entrò per primo nello stadio olimpico, il pubblico di casa (oltre 100.000 spettatori applaudirono il suo arrivo) esplose in un boato di gioia. L'entusiasmo era tale che i due principi della casa reale greca, il principe Costantino e il principe Nicola, entrarono nella pista per accompagnarlo fino al traguardo. Il suo tempo finale fu 2h58'50", con 7 minuti di vantaggio sul secondo, il suo compatriota Charilaos Vasilakos, che era più esperto e favorito e che, paradossalmente, si era attardato a causa della folla che lo fermava per congratularsi e per acclamarlo. Terzo si classificò il greco Spiridon Belokas che, però, fu squalificato dopo un ricorso della squadra ungherese per essersi fatto trasportare su un carretto per una parte del percorso. Il bronzo olimpico fu così assegnato all'ungherese Gyula Kellner.
La cronaca della maratona è spesso condita di aneddoti forse inventati. Si dice, ad esempio, che verso Pikermi, a circa 19 km da Atene, parecchi atleti si fossero già ritirati, sfiniti; al contrario Spiridon si era fermato in un punto di ristoro a bere addirittura un bicchiere di vino. Dopo aver chiesto a quanto ammontava il vantaggio degli altri corridori, dichiarò che avrebbe avuto il tempo di riprenderli prima della fine della gara.

## Classifica
| Posizione | Atleta                  | Nazionalità | Tempo         | Distacco | Note            |
| --------- | ----------------------- | ----------- | ------------- | -------- | --------------- |
|           | Spyridōn Louīs          | Grecia      | 2h58'50"      |          | Record olimpico |
|           | Charilaos Vasilakos     | Grecia      | 3h06'03"      |          |                 |
|           | Gyula Kellner           | Ungheria    | 3h06'35"      |          |                 |
| 4         | Ioannis Vrettos         | Grecia      | n/d           |          |                 |
| 5         | Eleutherios Papasymeōn  | Grecia      | n/d           |          |                 |
| 6         | Demetrios Deligannis    | Grecia      | n/d           |          |                 |
| 7         | Evangelos Gerakeris     | Grecia      | n/d           |          |                 |
| 8         | Stamatios Masouris      | Grecia      | n/d           |          |                 |
| 9         | Sokrates Lagoudakis     | Grecia      | n/d           |          |                 |
| -         | Edwin Flack             | Australia   | r (al 37º km) |          |                 |
| -         | Albin Lermusiaux        | Francia     | r (al 32º km) |          |                 |
| -         | Ioannis Lavrentis       | Grecia      | r (al 24º km) |          |                 |
| -         | Georgios Grigoriou      | Grecia      | r (al 24º km) |          |                 |
| -         | Ilias Kafetzis          | Grecia      | r (al 9º km)  |          |                 |
| -         | Dimitrios Khristopoulos | Grecia      | r             |          |                 |
| -         | Arthur Blake            | Stati Uniti | r             |          |                 |
| -         | Spiridon Belokas        | Grecia      | dq (3h06'30") |          |                 |

La prima maratoneta donna
Le donne non potevano partecipare ai primi Giochi olimpici in quanto de Coubertin voleva rispettare la tradizione classica, tuttavia ci fu una competitrice non ufficiale alla maratona, una donna greca di umili origini conosciuta come Melpomene; il suo vero nome era Stamáta Revíthi. Non le fu consentito di correre nella gara maschile, ma corse da sola l'intero percorso il giorno successivo, l'11 aprile, tuttavia il giro finale fu completato all'esterno dello stadio in quanto le fu rifiutato di entrare all'interno. Nonostante questo gesto, non viene ricordata nei medaglieri ufficiali. Revíthi finì la maratona in circa cinque ore e mezzo.
Louīs eroe nazionale
Spyridōn Louīs divenne, dopo il successo della maratona, un eroe nazionale; inoltre fu presente all'edizione dei Giochi olimpici di Berlino 1936 come membro della delegazione greca e nella cerimonia di apertura, vestito con il costume nazionale, consegnò ad Adolf Hitler un ramo d'ulivo proveniente da Olimpia.